# Beugelzaag

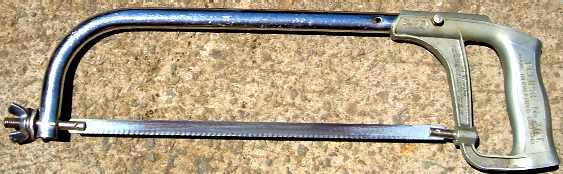
Beugelzaag met pistoolhandgreep

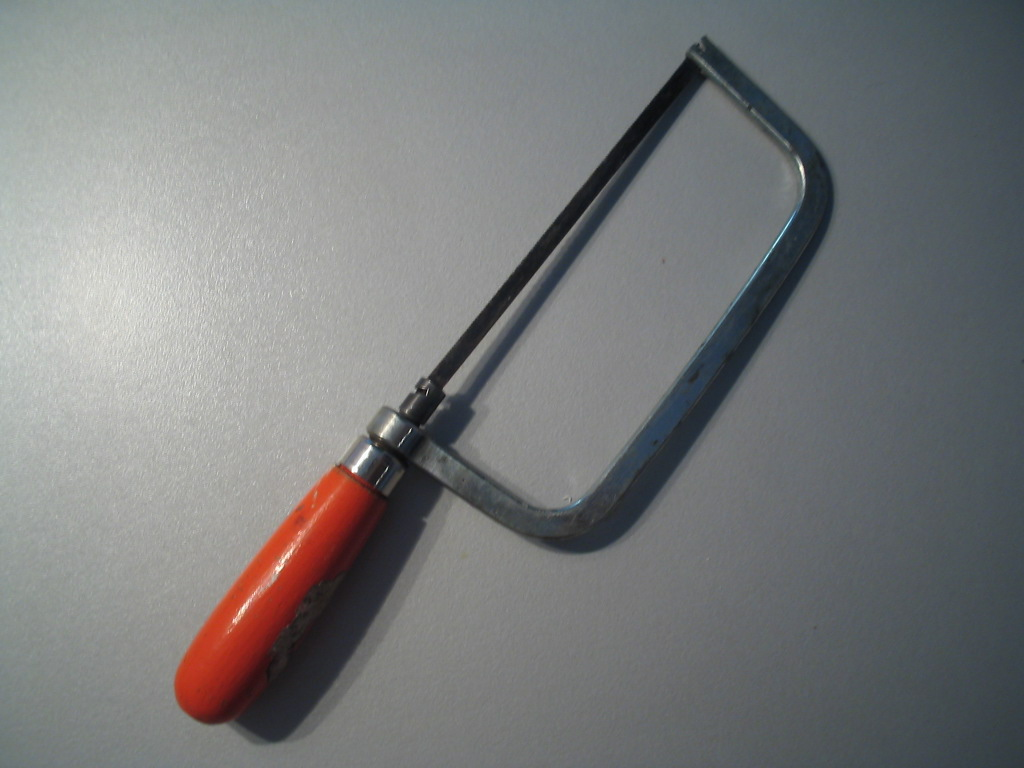
Een ijzerzaagje of juniorzaag

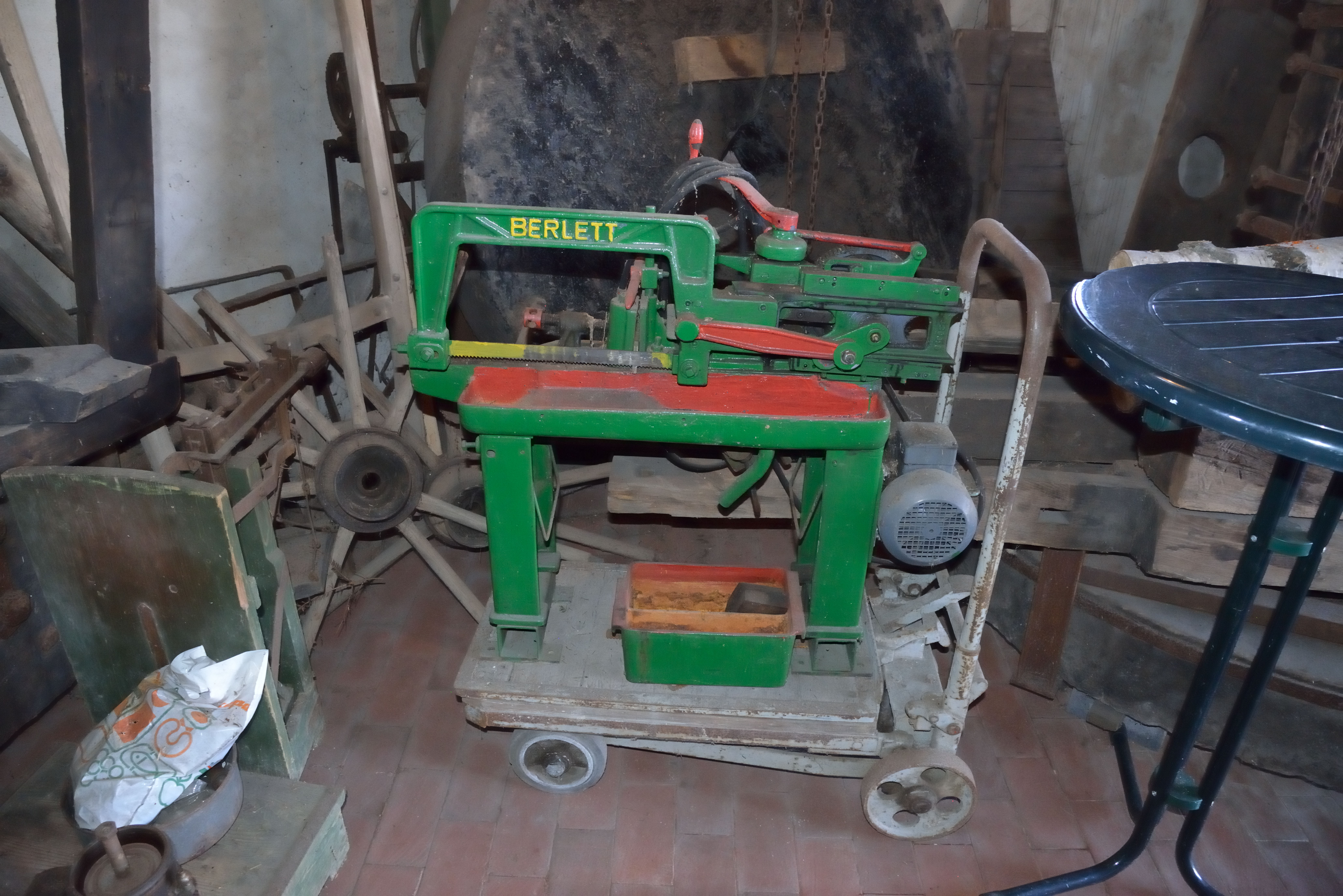
Een beugelzaagmachine

Een beugelzaag is een zaag met een vervangbaar, relatief smal zaagblad dat aangebracht is in een metalen beugel.

## Metaalbewerking
Beugelzagen die toegepast worden in de metaalbewerking worden vaak ijzerzaag genoemd. De tandjes van het zaagblad zorgen voor de verspanende bewerking door de beugel heen en weer te bewegen. Voor zaagbladen wordt in hoofdzaak snelstaal gebruikt met al of niet een extra toevoeging van molybdeen. Goedkopere handzaagbladen worden van gereedschapsstaal gemaakt. Deze zaagbladen worden sneller bot en gaan dus minder lang mee. Het zaagblad dient een zekere spanning te hebben maar mag niet te strak, maar ook niet te slap in de zaagbeugel gespannen worden. In beide gevallen kan snel breuk optreden. Het spannen van het zaagblad gebeurt meestal door het aandraaien van een vleugelmoer. Bij het vervangen van het zaagblad dient op de juiste stand van de tandjes gelet te worden, deze dienen van het handvat af te wijzen.
Bij de beugelhandzaag is de heengaande slag de snijdende slag, er dient dan druk te worden uitgeoefend op de zaagbeugel, zodat de tandjes verspanen. Bij de teruggaande slag wordt geen druk uitgeoefend om de tandjes te sparen, en om de metaaldeeltjes de kans te geven tussen de tandjes los te komen. Er dient altijd rustig en regelmatig met een zo lang mogelijke slag gezaagd te worden, de tandjes slijten dan gelijkmatig over de gehele lengte van het zaagblad. Voor het zagen van lange, smalle stukken kan het zaagblad in de beugel  90° gedraaid  worden.
De afmetingen van zaagbladen en aantal tandjes worden vaak aangegeven in inch, men gebruikt hiervoor echter ook millimeters. De lengte wordt gerekend vanuit het hart tussen beide gaten. Over het algemeen wordt een zaagblad gebruikt  met 24 tandjes per inch en een lengte van 12 inch, aangegeven als 12”-24. In millimeters is de aanduiding van deze zaag 300mm-10. Dit betekent dat het zaagblad ongeveer 300 mm lang is en 10 tandjes per 10 mm bevat. De meest voorkomende breedte van zaagbladen is ½” of circa 13 mm. 
De dikte en eigenschappen van het te zagen materiaal zijn van belang bij het kiezen van het juiste zaagblad. Een zaagblad met 32 tandjes per inch noemt men fijngetand. Men gebruikt dit zaagblad voor de hardere materialen en voor dunwandige werkstukken. Een zaagblad met 14 tandjes per inch noemt men grofgetand. Dit zaagblad past men toe voor zachtere materialen en voor dikwandige werkstukken.
De tandjes van het zaagblad zijn 'gezet', dat wil zeggen, ze staan niet op een lijn maar verspringen afwisselend naar links en naar rechts. De meest toegepaste tandzettingen zijn de normale zetting, en de gegolfde zetting waarbij de tandjes gegolfd of in kleine groepjes beurtelings naar links en rechts zijn geplaatst. Door de tandzetting wordt voorkomen dat het zaagblad in het materiaal zal klemmen.

## Andere toepassingen
Een beugelzaag kan, behalve voor metalen, ook voor andere materialen gebruikt worden. In dat geval moet een ander zaagblad worden gebruikt voor het specifieke materiaal. Op deze manier kunnen ook hout en steenachtige materialen, zoals bijvoorbeeld wandtegels, worden bewerkt.
Een boomzaag is een beugelzaag voor het verzagen van levend hout. De beugel is daartoe voorzien van een grof getand zaagblad.
Voor kleine karweitjes is een juniorbeugelzaag handig. Het zaagblad van dit zaagje heeft meestal een lengte van 150 mm. Een juniorzaag kan gehanteerd worden met één hand.